# Anton Prvonič
Anton Prvonič (též Antonín Prvonič, 5. května 1915 Záhorská Bystrica – 15. května 1944 Manston) byl slovenský pilot 312. československé stíhací perutě.

## Život

### Před druhou světovou válkou
Anton Prvonič se narodil 5. května 1915 v Záhorské Bystrici severně od Bratislavy. Vychodil tříletou měšťanskou školu a vyučil se zámečníkem. V roce 1936 nastoupil prezenční vojenskou službu u Leteckého pluku 1 v Praze. V roce 1937 si podal žádost o pilotní výcvik. Ten prodělal v Nitře, kvalifikaci polního pilota získal k 1. březnu 1938. Po událostech spojených s Mnichovskou dohodou byl 5. říjnu 1938 přemístěn do zálohy. K 21. dubnu 1939 nastoupil k finanční stráži již samostatného Slovenska a na pozici pomocného dozorce sloužil v Bratislavě a Turzovce.

### Druhá světová válka
V dubnu 1940 se Anton Prvonič poprvé pokusil o přechod slovensko-maďarské hranice, byl ale zadržen a uvězněn. Druhý pokus 15. října téhož roku byl již úspěšný a po přejezdu Maďarska vlakem se v Bělehradu přihlásil v československém středisku. Poté pokračoval přes Istanbul do Palestiny, kde byl začleněn do Československého pěšího praporu 11 – Východního a zařazen k rotě doprovodných zbraní. K 10. březnu 1941 byl od praporu jako letec odvelen do Spojeného království, kam dorazil 15. květnu. Dne 19. května vstoupil do Royal Air Force a po patřičném výcviku byl 15. září téhož roku zařazen ke 145. peruti. K 29. lednu 1942 byl převelen k 312. československé stíhací peruti, kde v červnu 1943 ukončil první operační turnus. Následně působil jako instruktor, v únoru 1944 pak nastoupil u 312. perutě druhý operační turnus. Dne 15. května 1944 po návratu z doprovodu bombardérů nad Mézières přistál na letišti v Manstonu a poté se svým strojem Supermarine Spitfire LF Mk.IXC MK608 DU-D chybně zaroloval před přistávající letoun Ladislava Světlíka. Ten střet přežil, Anton Prvonič zemřel deset minut po převozu na letištní ošetřovnu. Pohřben byl 18. května na v československé sekci hřbitova v Brookwoodu. Dosáhl hodnosti rotmistra.

## Ocenění

### Vyznamenání
- Československá medaile Za chrabrost před nepřítelem
- Československý válečný kříž 1939

### Posmrtná ocenění
- Anton Prvonič byl v roce 1946 in memoriam povýšen do hodnosti poručíka a v roce 1991 do hodnosti plukovníka
- Antonu Prvoničovi byla na rodném domě v Záhorské Bystrici odhalena pamětní deska[1]